# US Olginatese
US Olginatese is een Italiaanse voetbalclub uit Olginate die in de Serie D/B speelt. De club werd opgericht in 1968. De officiële clubkleuren zijn wit en zwart.